# Nitroestry
Nitroestry – organiczne związki chemiczne z grupy estrów kwasu azotowego. Wbrew nazwie potocznej nitroestry nie są nitrozwiązkami (jeśli nie zawierają dodatkowo wiązania C–NO2).
Przykładami nitroestrów są:
- pentryt
- nitroceluloza
- nitroskrobia
- nitrogliceryna